# Kanton Saint-Éloy-les-Mines
 Saint-Éloy-les-Mines  is een kanton van het Franse departement Puy-de-Dôme. Het kanton maakt deel uit van het arrondissement  Riom.  

 Het telt 16.159 inwoners in 2018.

Het kanton  werd gevormd ingevolge het decreet van 21  februari 2014 met uitwerking op 22 maart 2015 met Saint-Éloy-les-Mines als hoofdplaats.

## Gemeenten
Het kanton Saint-Éloy-les-Mines omvat alle gemeenten afkomstig van de opgeheven kantons Montaigut, Saint-Gervais-d'Auvergne en Pionsat alsook 1 gemeente uit het kanton Manzat en 4 gemeenten uit het kanton Menat, met name: 
- Ars-les-Favets
- Ayat-sur-Sioule
- Biollet
- Bussières
- Buxières-sous-Montaigut
- La Cellette
- Charensat
- Châteauneuf-les-Bains
- Château-sur-Cher
- La Crouzille
- Durmignat
- Espinasse
- Gouttières
- Lapeyrouse
- Menat
- Montaigut
- Moureuille
- Neuf-Église
- Pionsat
- Le Quartier
- Roche-d'Agoux
- Saint-Éloy-les-Mines
- Saint-Gervais-d'Auvergne
- Saint-Hilaire
- Saint-Julien-la-Geneste
- Saint-Maigner
- Saint-Maurice-près-Pionsat
- Saint-Priest-des-Champs
- Sainte-Christine
- Sauret-Besserve
- Servant
- Teilhet
- Vergheas
- Virlet
- Youx